# Саммит НАТО в Чикаго (2012)
Чикагский саммит НАТО 2012 года — заседание глав государств и глав правительств Организации Североатлантического договора, проходившее в Чикаго (штат Иллинойс, США) 20 и 21 мая 2012 года. Это был первый саммит НАТО в США, который проводился вне Вашингтона. Сначала дата саммита была назначена так, чтобы провести его сразу после саммита G8 в Чикаго, но саммит G8 позже был перенесён в Кэмп-Дэвид.

## Основные темы и результаты

### Война в Афганистане
Лидеры стран-членов НАТО одобрили стратегию выхода из войны в Афганистане в решении от 21 мая 2012 года и заявили о своих долгосрочных обязательствах перед Афганистаном. Согласно стратегии, натовские силы МССБ должны были передать командование над всеми боевыми миссиями афганским силам до середины 2013 года, в то время как роль НАТО должна была перейти от военной до поддерживающей, а именно к консультированию, обучения и предоставлению помощи афганским силам безопасности. НАТО должно было вывести большую часть из 130 тысяч иностранных войск до конца декабря 2014 года. После этого новая другая миссия НАТО должна консультировать, обучать и помогать афганским силам безопасности, в том числе афганским силам специальных операций. Темпы выведения войск должны определяться каждой страной отдельно, но согласовываться с коалицией.
AFP сообщало, что государства с контингентом в Афганистане перечислят около 1 млрд долларов для финансирования афганских сил безопасности после 2014 года, причём большая часть средств поступит от США. В то же время «Лос-Анджелес Таймс» со ссылкой на премьер-министра Великобритании Дэвида Кэмерона сообщила, что Австралия, Дания, Германия, Италия, Нидерланды, Эстония и другие страны обязались перечислить вместе «почти» 1 млрд долларов. Однако уже в июне 2012 года средства массовой информации, такие как The Globe and Mail, The Herald Sun, Al Jazeera English, «The Washington Post», Shanghai Daily и BBC News Online, сообщили, что на саммите в Чикаго была одобрена помощь объёмом 4,1 млрд долларов — для финансирования тренировок, экипировки и финансовой поддержки сил безопасности Афганистана после 2014 года.

### Разумная оборона
В результате сокращения оборонных бюджетов лидеры НАТО согласились распределить расходы на вооружение и технику в рамках инициативы так называемой «разумной обороны». Лидеры НАТО одобрили 20 проектов для реализации этой инициативы. Эти проекты охватывают финансирование дистанционно управляемых роботов, используемых дл очищения дорог от самодельных бомб и мин, создание пула морских патрульных самолётов у ряда стран, создание совместного управления боеприпасами для покупки и сбережения боеприпасов, техническое обслуживание бронетехники, совместное пользование медицинскими учреждениями, совместное использование топлива, сотрудничество в сфере использования разведывательных самолётов с совместной подготовкой специалистов разведки и приобретение разведывательных дронов Global Hawk, которые использует НАТО от имени всех её государств-членов. «Вместе мы сможем поддерживать НАТО для способности реагировать на вызовы безопасности завтрашнего дня, потому что ни одна страна, ни один континент не может справиться с ними поодиночке», — заявив генеральный секретарь НАТО Андерс Фог Расмуссен перед дискуссией о сокращении бюджета. «Мы можем найти общие решения общих проблем». Расмуссен пояснил принцип инициативы «разумной обороны» как то, что в период сокращения бюджета военные должны делать больше с меньшими затратами в связи с тем, что члены НАТО должны экономить деньги в период Великой рецессии.
Инициатива Андерса Фог Расмуссена «Разумная оборона», выступающая за «объединение и совместное использование ресурсов, создание лучших приоритетов и поощрение стран специализироваться в вещах, в которых они лучшие», была инспирирована заявлением министра обороны США Роберта Гейтса в июне 2011 года, в которой он сказал, что НАТО столкнулось с «реальной возможностью тусклого, если не мрачного будущего» из-за постоянного недофинансирования оборонных аппаратов в Европе. Только четыре европейские страны — Великобритания, Франция, Албания и Греция — взяли на себя обязательства выделять два процента своего ВВП на оборону, как это согласовано в альянсе. США, которые финансируют операционный бюджет НАТО на три четверти, испытывают серьёзные бюджетные проблемы, одновременно изменяя баланс военных обязательств в сторону Тихого океана, напрягая атлантический альянс. «Текущие прогнозы показывают, что оборонный бюджет США будет сокращён на 487 миллиардов долларов в ближайшем десятилетии, а другое сокращение на половину триллиона возможно в зависимости от результата весьма напряжённых переговоров по предстоящему сокращению федерального дефицита».
«Разумная оборона» призвана сделать Европу более ответственной за европейскую безопасность и европейскую периферию, по мере того, как военнослужащие США выходят из континента. Операция НАТО в Ливии может стать моделью для такого взаимодействия: «Соединённые Штаты будут делать то, что должны — играть роли и предоставлять возможности роста, которые только они могут обеспечить — а Европа будет нести другую часть бремени операций, которые больше в её собственных интересах, чем Соединённых Штатов». Поскольку Европа не чувствует экзистенциальной угрозы, как это было во время Холодной войны, преобладание американских активов в военных кампаниях, не подпадающих под статью 5, будет уменьшаться.
«Разумная оборона» вызвала немало скептицизма. Франсуа Эйсбур, глава Международного института стратегических исследований (IISS) и Женевского центра безопасной политики, заявил, что правительства обычно более склонны выбирать «рабочие места в оборонных предприятиях дома, чем военную логику» объединения ресурсов. Бывший посол НАТО и профессор Гарвардского института Кеннеди Николас Бернс признал структурные проблемы, стоящие перед НАТО, но, тем не менее сохранил оптимизм, заявив: «Инвестиции в альянс, которые в значительной мере денационализируют оборону и сдерживают или разрешают старые споры путём семейных ссор за кухонным столом НАТО, дают отличную прибыль».

### Противоракетная оборона
Во время Лиссабонского саммита 2010 года члены НАТО договорились о создании системы противоракетной обороны, которая должна охватить все страны-члены в Европе, а также США и Канаду. В Чикаго лидеры НАТО заявили, что эта система достигла промежуточного потенциала. Промежуточный потенциал означает, что основные возможности командного пункта были проверены и он был обустроен в штаб-квартире Объединённого командования ВВС НАТО в Рамштайне (Германия), в то время как союзники по НАТО предоставили датчики и перехватчики для подключения к системе. Это также означает, что американские корабли с перехватчиками ракет в Средиземном море и радарная система в Турции были переданы под командование НАТО на немецкой базе. «Наша система объединяет вместе активы ПРО разных союзников — спутники, корабли, радары и перехватчики — под управлением и контролем НАТО. Это позволит нам защищаться от угроз, которые исходят из-за границ евроатлантического региона» — заявил генеральный секретарь НАТО Андерс Фог Расмуссен.
Система противоракетной обороны НАТО, как ожидается, будет иметь ограниченные возможности до 2015 года, а полностью начнёт функционировать — до 2018 года. Долгосрочная цель НАТО состоит в объединении активов ПРО, предоставляемых отдельными союзниками, в стройную систему обороны, так что будет обеспечен полный охват и защита всего населения, территорий и вооружённых сил НАТО в Европе от угроз, возникающих из-за распространения баллистических ракет. Эта цель, как ожидается, будет реализована где-то между концом 2010-х годов и началом 2020-х годов. С этой целью Испания примет четыре американских военных корабля с системой «Иджис» в своём порту в Роте, в то время как Польша и Румыния согласились в ближайшие годы разместить американские ракеты SM-3 на суше.

## Безопасность во время саммита

### Полицейские силы

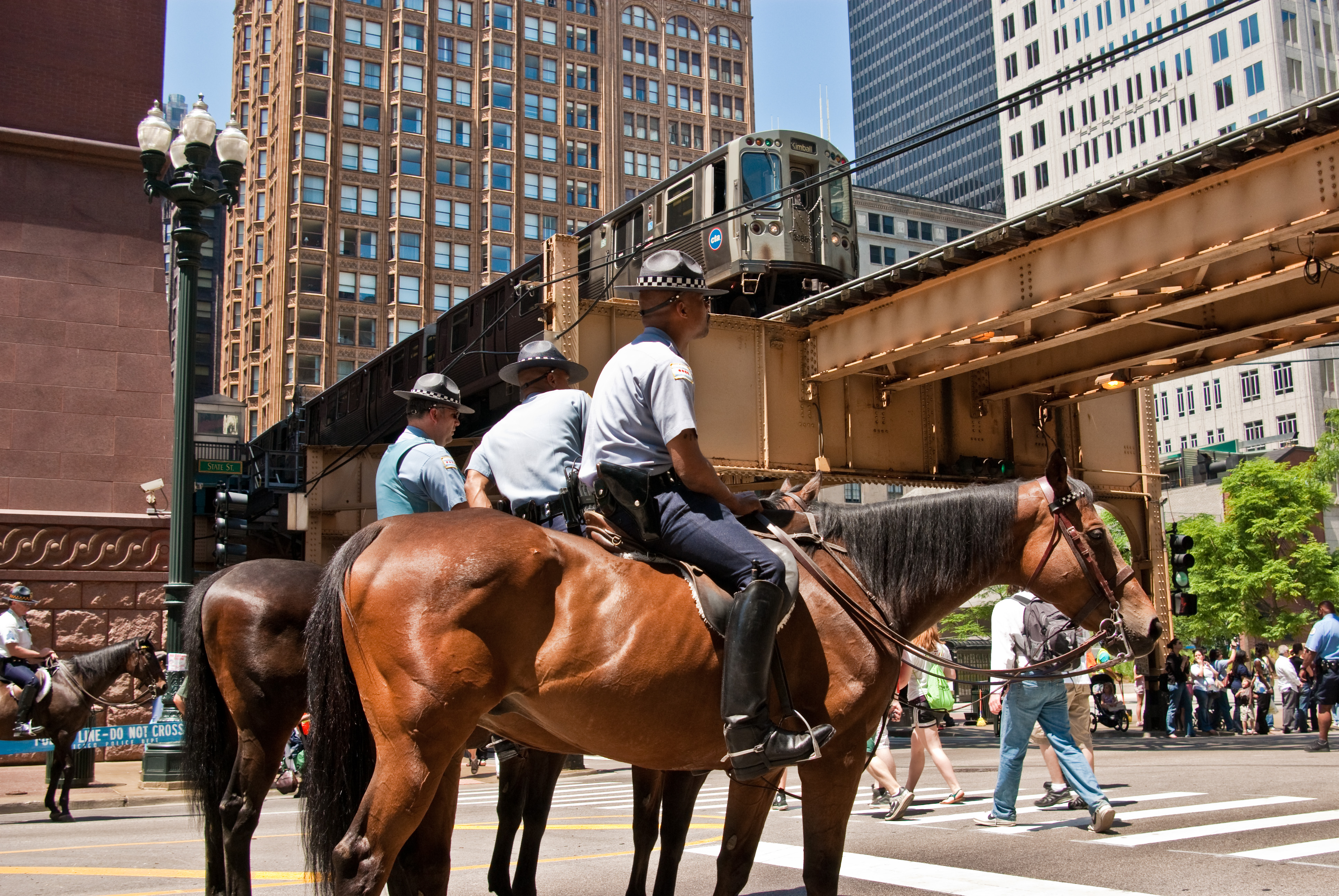
Чикагская конная полиция (2010)

Министерство внутренней безопасности США придало саммиту статус национального события, что требует специальной безопасности (NSSE). При таком статусе правоприменение передаётся в компетенцию Секретной службы США. Руководящий комитет NSSE, в который также были включены представители Чикагского полицейского департамента и который имел 24 подкомитета, начал собираться в октябре 2011 года.
Местные силы безопасности проходили подготовку в иллинойсской компании Controlled F.O.R.C.E., которая специализируется на нейтрализации толп при необходимости. Полиция проходила подготовку с «Mechanical Advantage Control Holds».
Город подписал контракт на 193 461 долларов на приобретение новых защитных масок, которые надеваются поверх противогазов, и щитов, предназначенных для защиты полицейских от жидкостей. Департамент полиции Чикаго подготовил защитное снаряжение для своего конного отдела, в том числе броню для коней, а также провёл «тренировку по контролю перед толпой».

### Новые правила в Чикаго
Мэр Чикаго, Рам Эмануэль, предложил и утвердил новые установления. Эти постановления остались в силе после завершения саммита. Новые правила включают в себя:
- Разрешение мэру покупать и устанавливать камеры наблюдения по всему городу[44][45].
- Ограничение на общественную деятельность, в том числе на усиленный звук и утренние собрания[46].
- Ограничение на парады, включая требование купить страховой полис на сумму 1 миллион долларов и зарегистрировать каждый знак или баннер, который будет держать более одного человека[47].
- Разрешение суперинтенданту полиции Чикаго замещать много разных типов сотрудников других правоохранительных органов, если это становится необходимым[45].

Эти новые постановления вызвали протесты со стороны Американского союза защиты гражданских свобод, Международной амнистии и движения Occupy (в том числе Occupy Chicago). В то же время некоторые местные предприниматели попросили лучше обеспечить безопасность для точек розничной торговли.

## Затраты на проведение саммита
В феврале 2013 года Служба генерального инспектора Чикаго опубликовала отчёт о затратах средств на организацию саммита. Всего город затратил 27,4 миллиона долларов. Из них почти 19 миллионов долларов было потрачено на оплату сверхурочной работы сотрудников городской администрации и около 690 тысяч долларов было компенсировано трём муниципалитетам за работу сотрудников полиции. Согласно отчёту, для покрытия затрат на саммит город использовал средства из 8 государственных источников, в том числе 7 федеральных грантов, вдобавок к 7 млн долларов, предоставленных Принимающим комитетом НАТО.

## Присутствовавшие лидеры

### Государства-члены
| - Албания — премьер-министр Сали Бериша - Бельгия — премьер-министр Элио ди Рупо - Болгария — президент Росен Плевнелиев - Великобритания — премьер-министр Дэвид Кэмерон - Греция — министр иностранных дел Петрос Моливьятис - Дания — премьер-министр Хелле Торнинг-Шмитт - Эстония — премьер-министр Андрус Ансип - Исландия — премьер-министр Йоханна Сигурдардоуттир - Испания — премьер-министр Мариано Рахой - Италия — премьер-министр Марио Монти - Канада — премьер-министр Стивен Харпер - Латвия — президент Андрис Берзиньш - Литва — президент Даля Грибаускайте - Люксембург — премьер-министр Жан-Клод Юнкер | - Нидерланды — премьер-министр Марк Рютте - Германия — канцлер Ангела Меркель - Норвегия — премьер-министр Йенс Столтенберг - Польша — президент Бронислав Коморовский - Португалия — премьер-министр Педру Пасуш Коэлью - Румыния — президент Траян Бэсеску - Словакия — президент Иван Гашпарович - Словения — премьер-министр Янез Янша - США — президент США Барак Обама - Турция — президент Абдулла Гюль - Венгрия — премьер-министр Виктор Орбан - Франция — президент Франсуа Олланд - Хорватия — премьер-министр Зоран Миланович - Чехия — президент Вацлав Клаус - НАТО — генеральный секретарь Андерс Фог Расмуссен |

### Страны и организации, не являющиеся членами НАТО
| - Австралия — премьер-министр Джулия Гиллард - Австрия — президент Хайнц Фишер - Азербайджан — президент Ильхам Алиев - Афганистан — президент Хамид Карзай - Бахрейн — премьер-министр шейх Халифа ибн Салман Аль Халифа - Босния и Герцеговина — сопредседатели Бакир Изетбегович, Желько Комшич и Небойша Радманович - Армения — президент Серж Саргсян - Грузия — президент Михаил Саакашвили - Европейский союз — президент Херман Ван Ромпёй - Ирландия — премьер-министр Энда Кенни - Иордания — премьер-министр Фаиз аль-Таравне - Казахстан — президент Нурсултан Назарбаев - Катар — премьер-министр Хамад бин Джассим бин Джабер Аль Тана - Кыргызстан — президент Алмазбек Атамбаев - Македония — премьер-министр Никола Груевский - Малайзия — премьер-министр Наджиб Разак - Марокко — министр иностранных дел Саадеддин Эль Отмани - Монголия — президент Цахиагийн Элбэгдорж | - Новая Зеландия — премьер-министр Джон Кей - ООН — генеральный секретарь Пан Ги Мун - Объединённые Арабские Эмираты — президент Халифа ибн Заид Аль Нахайян - Пакистан — президент Асиф Али Зардари - Республика Корея — президент Ли Мён Бак - Сальвадор — президент Маурисио Фунес - Сингапур — премьер-министр Ли Сянь Лун - Таджикистан — президент Эмомали Рахмон - Тонга — премьер-министр Сиалеатаонга Туивакано - Туркменистан — президент Гурбангулы Бердымухамедов - Узбекистан — президент Ислам Каримов - Украина — президент Виктор Янукович - Финляндия — президент Саули Нийнисте - Черногория — премьер-министр Игор Лукшич - Швейцария — представитель Федерального совета Швейцарии - Швеция — премьер-министр Фредрик Райнфельдт - Япония — премьер-министр Йосихико Нода |